# Waterschap

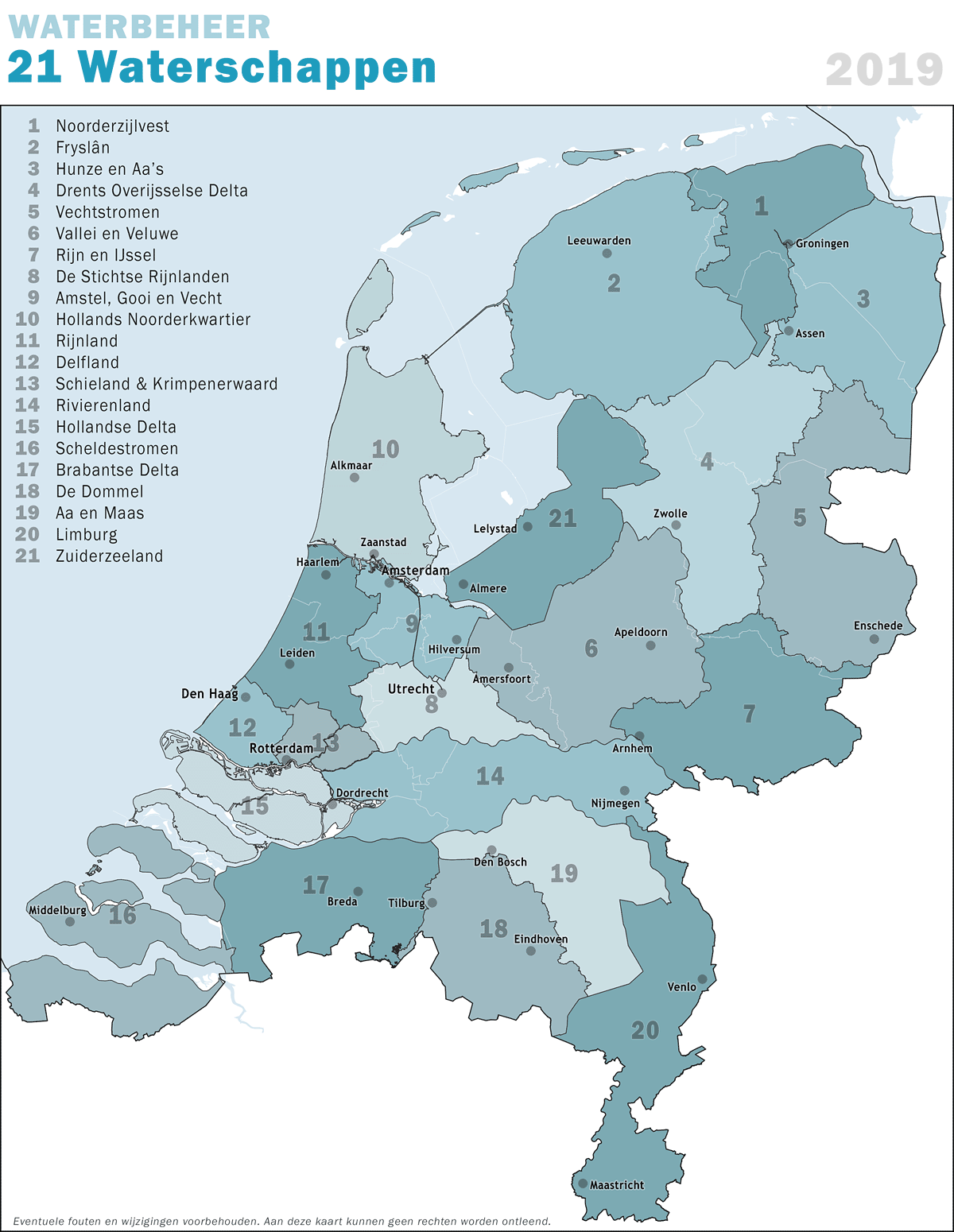
Waterschappen in den Niederlanden

Eine waterschap (wörtlich „Wasserschaft“) ist wie die hoogheemraadschap ein Wasserverband in den Niederlanden, der als Behörde ausschließlich für die Wasserwirtschaft der Oberflächengewässer einer bestimmten Region zuständig ist. Dabei folgt das Verbandsgebiet nicht unbedingt den Verwaltungsgrenzen, sondern den Flussgebieten oder Wasserscheidelinien.
Seit 17. Mai 2018 gibt es in den Niederlanden 21 derartige waterschappen. Grundlage bildet das Wasserverbandsgesetz (nl: waterwet) der Niederlande. An der Spitze der waterschap steht ein Deichgraf (nl:dijkgraaf) oder ein watergraaf, wenn die Behörde keine wichtigen Deiche zu pflegen hat. Zur Deckung der Kosten erheben waterschappen Abgaben.

## Hoogheemraadschap

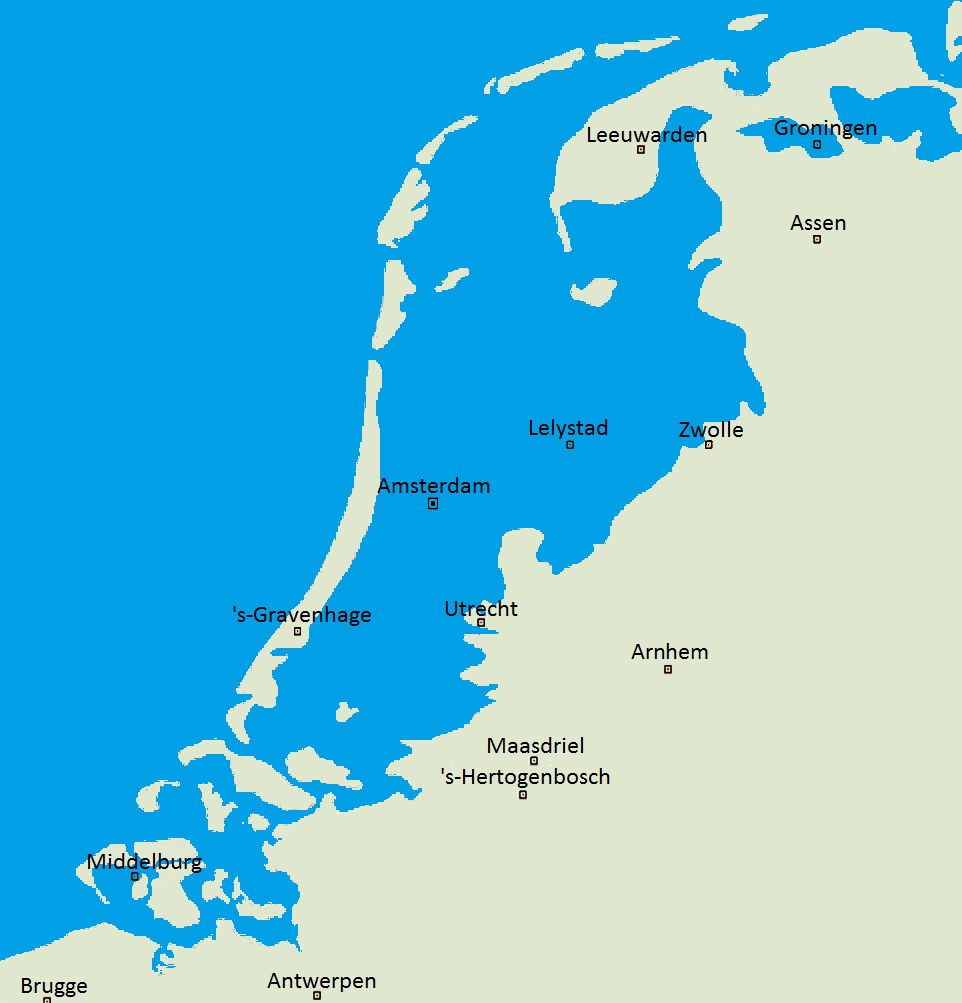
Gebiete der Niederlande unterhalb des Meeresspiegels

Fünf der 21 Wasserverbände bezeichnen sich als Hoogheemraadschap. Ihr Zuständigkeitsgebiet liegt in den drei Provinzen Utrecht, Süd- und Nordholland, die größtenteils unter dem Meeresspiegel liegen und von den Mündungsarmen des Rheins durchflossen werden. Der Schutz der zugehörigen Fluss- und Seedeiche in diesem Gebiet ist überlebenswichtig, um Holland und Utrecht trocken zu halten. Daher sind diese Verbände für die wichtigsten Wasserwirtschaftsarbeiten verantwortlich und werden traditionell als Hoogheemraadschap bezeichnet. Als „Höhere Wasserbehörde“ hatten sie früher die Autorität über untergeordnete Wasserverbände und wurden von einem Regenten oder adeligen Verwalter geleitet. Die Leitung der waterschapen lag meistens in den Händen von Bauern.

## Aufgaben
Unabhängig von Verwaltungsorganen wie Provinzen und Gemeinden bewirtschaften diese Wasserbehörden die Flüsse und Kanäle ihrer Region, deren Name meist Namensbestandteil der waterschap ist. Sie kümmern sich um die Wassermenge, die Wasserqualität und um die Wasserströme. Im Einzelnen sind dies folgende Aufgaben:
- Bewirtschaftung und Unterhaltung der Gewässer
- Hochwasser- und Erosionsschutz
- Regulierung der Wasserstände in den Kanälen
- Versorgung mit Brauchwasser für die Landwirtschaft
- Entwässerung und Abwasserreinigung
- Unterhaltung der Polder und Deiche
- Unterhaltung der Wehre und Schleusen

Sie nehmen aber nicht die Aufgabe der Trinkwasserversorgung wahr. In manchen Fällen kann eine waterschap auch Straßen verwalten, wenn sie mit der Wasserverwaltung zu tun haben.

## Geschichte
Die waterschappen gehören zu den ältesten Institutionen der Niederlande und sind seit dem 12. Jahrhundert belegt. Sie gehen zurück auf die Bedrohung durch das Meer und der großen Flüsse sowie auf die Notwendigkeit der Entwässerung bei der Trockenlegung und Kultivierung der tiefer liegenden Landesteile. Neben dem Bau von Deichen gehörte dazu das Anlegen von Wasserläufen und Kanälen zur Wasserabfuhr und Nutzung als Transportweg. Das Fernhalten und Ableiten von überschüssigem Wasser mit der Pflege der Deiche und Wasserläufe war seit jeher eine Angelegenheit von allgemeinem Interesse und erforderte die Zusammenarbeit der Polderbewohner. Aus dieser notwendigen Zusammenarbeit gingen die waterschappen hervor, die im Interesse der Bewohner die Aufgaben der Wasserwirtschaft wahrnehmen. Diese Besonderheit und Aufgabe in Form der Selbstverwaltung wurde in der Verfassung von 1848 für die Niederlande gesetzlich verankert.
1850 gab es rund 3500 waterschappen. Ihre Anzahl sank in den folgenden hundert Jahren auf 2500 ab (1950) und ging danach immer weiter zurück. Bis 2005 gab es noch Wasserverbände, die nur für die Sammlung und Klärung des Abwassers zuständig waren. Um zwei Institutionen im gleichen Gebiet zu vermeiden, wurden Fusionen angestoßen, wodurch sich bis 2018 die Anzahl waterschappen auf die heutigen 21 verringerte.

## Verwaltung
Eine waterschap ist keine staatliche Einrichtung, sondern ein von einer Bürgervertretung direkt kontrolliertes und verwaltetes Gremium. In diesem Sinne ist die Leitung eines Wasserverbandes beispielsweise mit der eines Gemeinderats oder eines Provinzialrats vergleichbar. Der Vorstand (Deichgraf) eines Wasserverbandes wird in den Niederlanden im Rahmen von Wasserverbandswahlen für eine Amtszeit von vier Jahren gewählt.
Während die waterschappen eine regionale Zuständigkeit besitzen ist für die Gesamtheit des Wasserwirtschaftssystems der Niederlande die Behörde Rijkswaterstaat zuständig. Ihr untersteht der gesamte Küstenschutz mit den Seedeichen und Sperrwerken. Auch alle größeren (Bau-)Maßnahmen werden durch die Behörde geleitet und ausgeführt unter dem Motto: „Rijkswaterstaat ist der Reichsdienst, der für trockene Füße, sauberes und ausreichend Wasser sorgt“.

## Trivia
Niederländische Politiker diskutieren seit längerem über eine mögliche Abschaffung dieser sehr alten Selbstverwaltungseinrichtung (die erste stammt aus dem Jahr 1255); die Aufgaben könnten den Provinzen oder Gemeinden übertragen werden.
Die niederländischen waterschappen und Hoogheemraadschappen haben sich im Dachverband Unie van Waterschappen zusammengeschlossen.
Vergleichbare Behörden in Belgien werden als watering oder polder bezeichnet.